# Herbert Büchs
Herbert Büchs (* 20. November 1913 in Beuthen, Schlesien; † 19. Mai 1996 in Meckenheim) war ein deutscher Offizier, zuletzt Generalleutnant der Bundeswehr. Von 1967 bis 1971 war er Stellvertreter des Generalinspekteurs der Bundeswehr.

## Militärischer Werdegang

### Wehrmacht
Beförderungen
- 1937 Leutnant
- 1939 Oberleutnant
- 1941 Hauptmann
- 1944 Major i. G.

Büchs wurde 1913 als Sohn eines Zigarrenkaufmanns geboren. Er studierte nach dem Abitur 1933 an der Städtisch-Katholischen Oberrealschule von 1933 bis 1935 Volkswirtschaft an der Universität Graz und der Ludwig-Maximilians-Universität München. Im April 1935 trat er als Offizieranwärter in die Kriegsmarine der Wehrmacht ein und wurde an der Marineschule Mürwik in Flensburg-Mürwik ausgebildet.
Wenig später wechselte er zur Luftwaffe und absolvierte von 1936 bis 1938 die Flugzeugführerausbildung in Schleißheim. Ab 1938 war er Flugzeugführer und Staffelkapitän in der II. Gruppe des Kampfgeschwaders 155, später umbenannt in Kampfgeschwader 158. Bei Kriegsbeginn Oberleutnant, diente er als Flugzeugführer in der II. Gruppe des Kampfgeschwaders 77. Am 22. Juni 1941 wurde er bei einer Bruchlandung seiner Junkers Ju 88A schwer verwundet.
Nach einem mehrmonatigen Lazarettaufenthalt durchlief er die Generalstabsausbildung an der Luftkriegsakademie in Berlin-Gatow. 1942 wurde er als Verbindungsoffizier der Luftwaffe zur Heeresgruppe B im Stab des Luftwaffenkommandos Don eingesetzt. Danach war er u. a. Generalstabsoffizier beim I. und VIII. Fliegerkorps. 1943 wurde er Generalstabsoffizier beim Chef des Generalstabes der Luftwaffe.
Ab November 1943 war er Generalstabsoffizier der Luftwaffe beim Chef des Wehrmachtführungsstabes (WFSt) und damit zweiter Adjutant von Generaloberst Alfred Jodl. Am 20. Juli 1944 war er in der Lagebaracke im Führerhauptquartier Wolfsschanze in Ostpreußen zugegen. Das Stauffenberg-Attentat überlebte er leicht verletzt. Er wurde mit dem Verwundetenabzeichen 20. Juli 1944 geehrt.
Im Mai 1945 geriet er in US-amerikanische Kriegsgefangenschaft, aus der er 1948 entlassen wurde. Im Nürnberger Prozess gegen die Hauptkriegsverbrecher sagte er als Zeuge aus. Später wurde er wegen seiner Generalstabsfunktion im Braunbuch der DDR aufgelistet.

### Privatwirtschaft
Nach dem Zweiten Weltkrieg arbeitete er zunächst als kaufmännischer Angestellter und Dolmetscher, später wurde er Abteilungsleiter eines Ingenieurbüros, das im Nahen Osten tätig war. 1950 studierte er an der Hochschule für politische Wissenschaft in München.

### Bundeswehr und NATO
Beförderungen
- 1958 Oberstleutnant i. G.
- 1960 Oberst i. G.
- 1962 Brigadegeneral
- 1964 Generalmajor
- 1967 Generalleutnant

1957 trat er in die Bundeswehr ein. Er wurde zunächst von 1957 bis 1961 Lehrstabsoffizier Lufttaktik und Hörsaalleiter (Luftwaffe) an der Führungsakademie der Bundeswehr (FüAkBw) in Bad Ems bzw. Hamburg verwendet. Ab 1961 war er im Bundesministerium der Verteidigung (BMVg) in Bonn tätig. 1961/62 war er Referatsleiter „Führungsgrundlagen, Einsatzplanung“ im Führungsstab der Luftwaffe (Fü L II 1).
Von 1962 bis 1964 war er Unterabteilungsleiter „Führung“ im Fü L II. 1964 wechselte er zum Führungsstab der Bundeswehr (Fü B). Von 1964 bis 1970 war er dort Chef des Stabes (ab 1967 Führungsstab der Streitkräfte (Fü S)). Außerdem war er von 1967 bis 1971 Stellvertreter des Generalinspekteurs der Bundeswehr. 1971 wurde er beurlaubt und als Generaldirektor der NATO-Fernmelde-Agentur (NICSMA) in Brüssel eingesetzt. 1974 trat er als Generalleutnant außer Dienst.